# (9770) Discovery
(9770) Discovery (1993 EE) – planetoida z grupy pasa głównego asteroid okrążająca Słońce w ciągu 3,45 lat w średniej odległości 2,28 j.a. Odkryta 1 marca 1993 roku.